# مارتين جاكوبو تومسون
مارتين جاكوبو تومسون (بالإسبانية: Martín Jacobo Thompson)‏ هو عسكري أرجنتيني، ولد في 23 أبريل 1777 في بوينس آيرس في الأرجنتين، وتوفي في 23 أكتوبر 1819.